# Brun Bengtsson
Brun Bengtsson till Sätra var systerson till Barbro Stigsdotter. Han var Kristian II:s trogne befallningsman över Bergslagen och Dalarna. Enligt folkliga legender fann Arendt Pehrsson Örnflycht i Brun Bengtsson en villig deltagare i att förråda Gustav Vasa som vilade ut hemma hos Arendt.